# حفل بلاتيني في القصر
كان حفل البلاتين في القصر حفلاً موسيقيًا بريطانيًا، أقيم خارج قصر باكنغهام في ذا مول في لندن في 4 يونيو 2022، احتفالًا باليوبيل البلاتيني للملكة إليزابيث الثانية. بدأ الحفل في الساعة 20:00 ( بتوقيت جرينتش). كان الممثل الكوميدي لي ماك هو المضيف للحدث بينما ظهرت الملكة مع الدب بادينغتون في مقطع كوميدي مسجل مسبقًا، والذي أظهرها وهي تقدم الشاي إلى بادينغتون، وتخرج شطيرة مربى من حقيبتها اليدوية وتنقر على كوب الشاي على إيقاع أغنية "We Will Rock You". تحدث الأمير ويليام عن حالة العالم الطبيعي وأشار إلى مشاركة عائلته في معالجة القضايا البيئية، بينما ألقى أمير ويلز الكلمة الختامية وأشاد بـ "حياة والدته المليئة بالخدمة غير الأنانية". كما تم بث رسائل مسجلة مسبقًا لتكريم السير بول مكارتني والسيدة الأولى السابقة للولايات المتحدة ميشيل أوباما خلال الحدث.
جاء حفل البلاتين في القصر في أعقاب ثلاث حفلات موسيقية أقيمت في القصر بمناسبة اليوبيل السابق للملكة - حفل التخرج في القصر وحفل القصر في عام 2002 وحفل اليوبيل الماسي في عام 2012.

## التذاكر
تم فتح باب التصويت على 10000 تذكرة مجانية للجمهور في 24 فبراير 2022 وأغلق في الساعة 23:59 (بتوقيت جرينتش) في 23 مارس. تم حجز 7500 تذكرة للعاملين الأساسيين والمتطوعين والمؤسسات الخيرية وأفراد القوات المسلحة. حضر الحدث 22000 شخصًا.

## منصة
يتكون تصميم مسرح الحفل من ثلاثة مراحل مرتبطة ببعضها بواسطة ممرات، مما خلق مرحلة بزاوية 360 درجة أمام قصر باكنغهام ونصب الملكة فيكتوريا التذكاري. وكان هناك 70 عمودًا تربط المراحل معًا في تصميم واحد شامل، يمثل حكم الملكة الذي دام 70 عامًا. ولأول مرة، أقيمت اثنتان من المسارح الثلاث أمام قصر باكنغهام مباشرة.
بدأت أعمال البناء في حوالي الأسبوع الأول من شهر مايو لإنشاء 15000 مكان للوقوف حول النصب التذكاري، و7000 مكان للجلوس في المدرجات الشمالية والجنوبية.

## الحفل

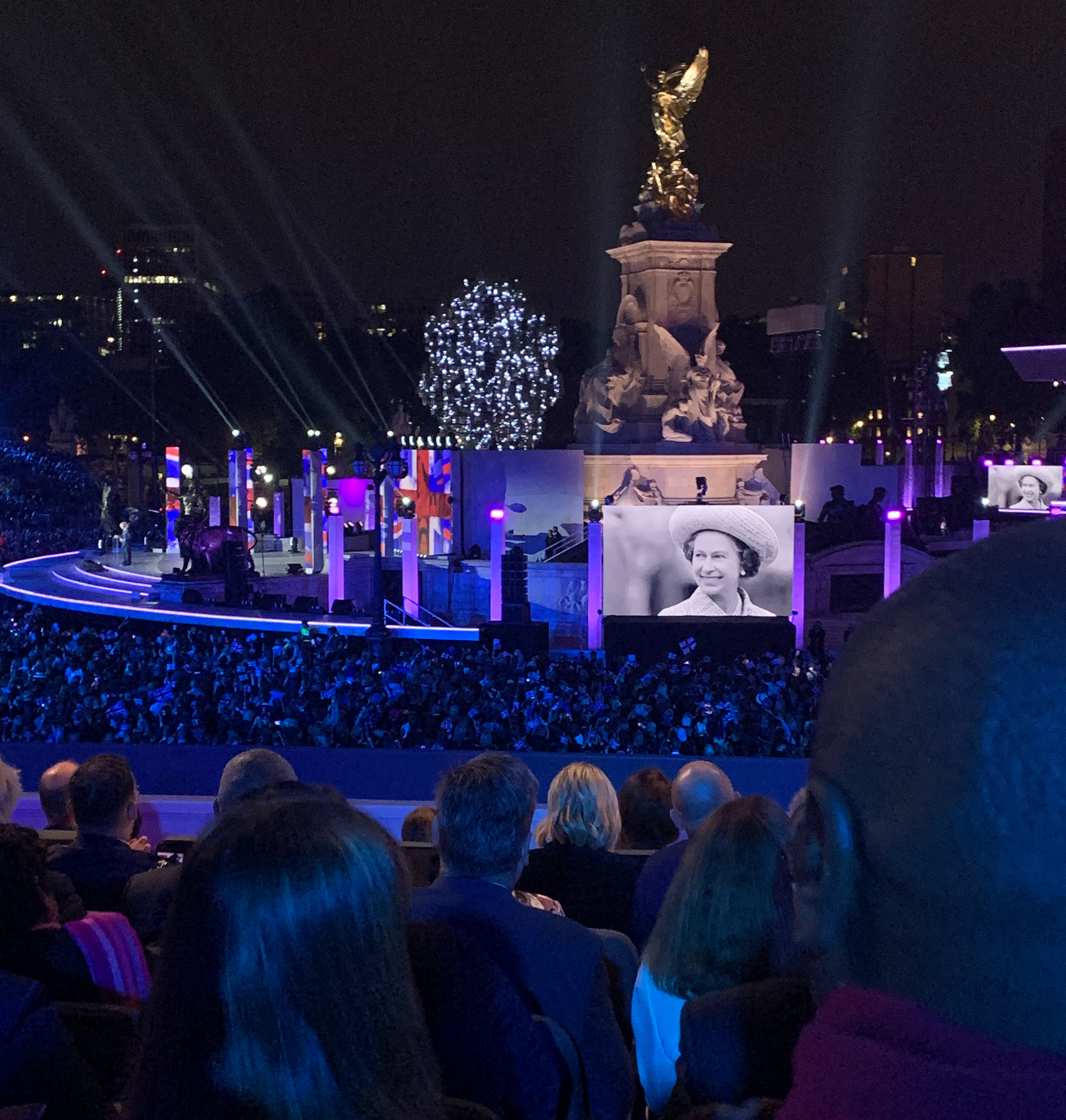
منظر للحفل من الصندوق الملكي

### الافتتاح
قامت الملكة بأداء رسم تخطيطي أخرجه مارك بيرتون لافتتاح الحفل. في الرسم، تدعو الملكة الدب بادينغتون (بصوت بن ويشا) لتناول الشاي على شرف اليوبيل. شوهدت الملكة وهي تتسامح بصبر مع بادينغتون وهو يحتسي الشاي والذي أدرك خطأه وحاول تقديم الشاي لها. ومع ذلك، فهو يدوس على معجنات على الطاولة وينتهي به الأمر بتغطية خادم (يلعب دوره سيمون فارنابي) بالكريمة. بينما يقدم الدب للملكة شطيرة مربى البرتقال ويخبرها أنه يحتفظ بها دائمًا لحالات الطوارئ، تأسره الملكة: "أنا أيضًا"، وتفتح حقيبة يدها، وتقول له: "أحتفظ بحقيبة يدها هنا". وفي وقت لاحق يهنئ الدب الملكة على حكمها بقوله: "يوبيل سعيد يا سيدتي". وأشكركم على كل شيء." ينتهي التسلسل باستخدام الملكة وبادينغتون ملعقة للنقر على إيقاع أغنية الملكة "We Will Rock You" فوق كوب من الشاي. استمر الرسم في الفوز بجائزة "لحظة لا تنسى" في حفل توزيع جوائز تلفزيون الأكاديمية البريطانية لعام 2023.

## البث
تم تنظيم الحفل وبثه على الهواء مباشرة بواسطة هيئة الإذاعة البريطانية (BBC) ، وتمت دعوة أفراد الجمهور للتقدم بطلبات الحضور. في الولايات المتحدة، تم عرض الحدث على قناة ABC وتم إتاحته لاحقًا للبث على Hulu. في أستراليا، تم عرض الحدث على القناة 7 والقناة 9 و BBC UKTV ومتاح للبث على BritBox. أصبح الحفل الحدث التلفزيوني الأكثر مشاهدة في عام 2022 في المملكة المتحدة (تم تجاوزه لاحقًا من قبل نهائي بطولة أوروبا للسيدات 2022) مع رقم مشاهدة ذروة بلغ 13.3 مليون ومتوسط جمهور 11.2 مليون شخص.